# Joachim Winterlich
Joachim Winterlich (ur. 17 marca 1942 w Oberwiesenthal) – niemiecki skoczek narciarski i kombinator norweski, w latach 2008-2014 trener reprezentacji Bułgarii.

## Kariera skoczka
Joachim Winterlich jest wychowankiem klubu SC Traktor Oberwiesenthal. W latach 1965–1967 trzykrotnie zdobywał trzecie miejsce na mistrzostwach NRD w kombinacji norweskiej.

## Kariera trenerska
Winterlich był trenerem reprezentacji m.in.: Kazachstanu, Niemiec czy Szwajcarii. Jego podopiecznym był Jens Weißflog, najbardziej utytułowany niemiecki skoczek.
Winterlich był trenerem i asystentem trenera w kilku krajach, w tym w Kazachstanie, Niemczech, Szwajcarii i Bułgarii. Jest byłym trenerem Jensa Weissfloga, najbardziej znanego niemieckiego skoczka wszech czasów, który zakończył karierę w 1996 roku. Joachim Winterlich spowodował także znaczną poprawę skoków w drużynie Kazachstanu. Dużo współpracował z Radikiem Żaparowem, który wtedy był najlepszym ze skoczków z Kazachstanu. W lipcu 2007 roku, trzy lata przed wygaśnięciem jego kontraktu w obowiązującego do 2010 roku, Winterlich oficjalnie zrezygnował roli głównego trenera reprezentacji Kazachstanu. Od 2008 do 2014 był trenerem i konsultantem w reprezentacji Bułgarii; jego podopiecznym był Władimir Zografski, mistrz świata juniorów z 2011 roku.